# Matthias Neumayr

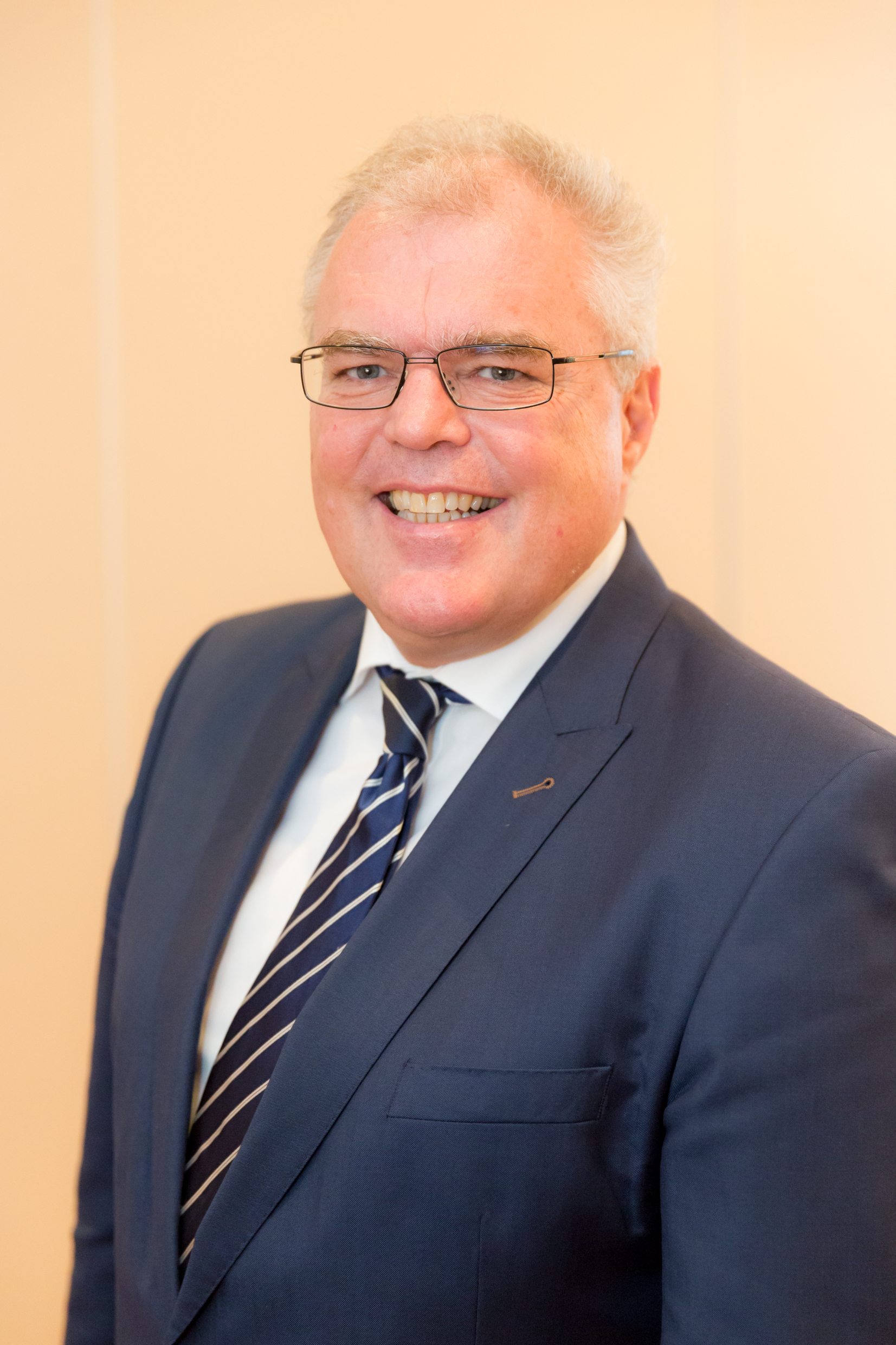
Matthias Neumayr (2015)

Matthias Neumayr (* 15. September 1958 in Saalfelden) ist ein österreichischer Rechtswissenschaftler, Richter und Universitätsprofessor. Er wurde mit 1. November 2018 zum Vizepräsidenten des Obersten Gerichtshofs ernannt. Von 2013 bis 2023 war er Universitätsprofessor am Fachbereich Privatrecht der Universität Salzburg, seit 1. Oktober 2023 ist er Universitätsprofessor am Institut für Zivilrecht an der Johannes Kepler Universität Linz. Seit 1. Jänner 2025 ist er Richter am Obersten Gerichtshof des Fürstentums Liechtenstein.

## Leben

### Herkunft und Ausbildung
Matthias Neumayr wurde am 15. September 1958 als erstes von vier Kindern von Notburga und Matthias Neumayr (Pernerbauer) in Saalfelden am Steinernen Meer im Salzburger Pinzgau geboren. Dort besuchte er die Schule und maturierte 1976 mit ausgezeichnetem Erfolg an der Bundeserziehungsanstalt Saalfelden (BEA, nunmehr Bundesgymnasium und Sportrealgymnasium HIB Saalfelden).
Anschließend begann er das Studium der Rechtswissenschaften an der Rechtswissenschaftlichen Fakultät der Universität Salzburg und promovierte 1980 zum Doktor der Rechtswissenschaften (Dr. iur.). Während seines Studiums war er Studien- und Vertragsassistent am Institut für Strafrecht, Strafprozessrecht und Kriminologie der Universität Salzburg (Otto Triffterer) sowie stellvertretender Vorsitzender der Fakultätsvertretung Jus.

### Beruflicher Werdegang als Richter
Nach Absolvierung der Gerichtspraxis trat Neumayr in den Justizdienst ein und wurde mit 1. August 1981 zum Richteramtsanwärter ernannt. Die Richteramtsprüfung legte er am 19. Oktober 1983 mit ausgezeichnetem Erfolg ab und wurde ab 1. Februar 1984 zum Richter der Bezirksgerichte Radstadt und Tamsweg ernannt. In weiterer Folge war Neumayr Richter am Landesgericht Salzburg (1986–1989), am Bezirksgericht Saalfelden (1989–1994) und am Bezirksgericht Zell am See (1994–1998).
Am 26. Februar 1998 absolvierte Neumayr die Rechtsanwaltsprüfung mit ausgezeichnetem Erfolg.
Mit 1. April 1998 erfolgte die Beförderung zum Richter am Oberlandesgericht Linz. Drei Jahre später, mit 1. Jänner 2001, wurde Neumayr zum Richter (Hofrat) am Obersten Gerichtshof, dem österreichischen Höchstgericht für Zivil- und Strafrechtssachen, ernannt. Er war dort bis 31. Oktober 2010 Mitglied des Senats 10 mit den Schwerpunkten Sozialversicherungsrecht, Unterhaltsvorschussrecht und allgemeines Zivilrecht. Anschließend war er bis 31. Dezember 2014 Mitglied des Senats 3 mit den Schwerpunkten Zwangsvollstreckungsrecht, Anfechtungsrecht und allgemeines Zivilrecht. Ab 1. Jänner 2014 war Neumayr wieder Mitglied des Senats 10 sowie Mitglied in den Senaten 18 (Schiedssachen) und 19 (Berufungssenat für Rechtsanwälte und Rechtsanwaltsanwärter). Mit 1. Jänner 2017 wurde Neumayr zum Senatspräsidenten des Senats 10 ernannt. Außerdem leitete Neumayr das Evidenzbüro des Obersten Gerichtshofs (Wissenschaftlicher Dienst) und war zuständig für die Kooperation des OGH mit den Universitäten, Vorsitzender der Bibliothekskommission sowie Mitglied der Arbeitsgruppe für Fortbildungsveranstaltungen des OGH.
Am 28. September 2018 hat ihn der Bundesminister für Verfassung, Reformen, Deregulierung und Justiz Josef Moser dem Bundespräsidenten Alexander Van der Bellen als Vizepräsidenten des Obersten Gerichtshofs vorgeschlagen (als Nachfolger der zur Präsidentin aufgestiegenen Elisabeth Lovrek). Mit Entschließung des Bundespräsidenten vom 5. Oktober 2018 wurde er mit Wirksamkeit ab 1. November 2018 zum Vizepräsidenten des Obersten Gerichtshofs ernannt. Mit 30. September 2023 trat er dort in den Ruhestand ein.
Mit 1. Jänner 2025 wurde er zum Richter des Obersten Gerichtshofs im Fürstentum Liechtenstein ernannt.

### Universitäre Ämter
Neumayr war von 2001 bis 2013 als Lektor am Institut für Arbeitsrecht und Sozialrecht an der Universität Linz tätig. 2003 wurde ihm die Lehrbefugnis als Honorarprofessor für Arbeitsrecht und Sozialrecht an der Universität Linz verliehen, 2005 erfolgte die Zweitzuordnung zum Institut für Europäisches und Österreichisches Zivilverfahrensrecht der Universität Linz.
2009 bis 2011 war er Lektor am Department für Unternehmensrecht, Arbeits- und Sozialrecht der Wirtschaftsuniversität Wien (Institut für Österreichisches und Europäisches Arbeitsrecht und Sozialrecht).
Mit 1. März 2013 erfolgte die Berufung auf eine § 99 UG-Professur am Fachbereich Privatrecht der Universität Salzburg (Lehrbefugnis für Zivilverfahrensrecht). Seit 1. Oktober 2023 ist Neumayr Universitätsprofessor am Institut für Zivilrecht, Abteilung für Privatrechtsentwicklung und Rechtsschutz an der Johannes Kepler Universität Linz.

### Grenzüberschreitende Projekte
Im Rahmen des Programms CARDS (Community Assistance for Reconstruction, Development and Stabilisation) war Neumayr von 2005 bis 2006 als Experte an einem Projekt für justizielle Zusammenarbeit in den Westbalkanstaaten Albanien, Bosnien und Herzegowina, Kroatien, Mazedonien, Montenegro und Serbien tätig („Establishment of an Independent, Reliable and Functioning Judiciary, and the Enhancing of the Judicial Co-operation in the Western Balkans“).
2007 wirkte Matthias Neumayr als Experte des Europarats an der Reform der Zivilprozessordnung der Republik Azerbaidjan mit.
2007 bis 2009 war Neumayr im CARDS 2004-Twinnung Projekt mit Albanien „Enhancing the Judicial System in Commercial Matters“ (Improvement of the Legal Environment in Commercial Matters) tätig.
2015 und 2016 war Neumayr Mitglied der Working Group im EU-Projekt „Empowering European Families“ der Universitäten Utrecht und Wien.
Seit 2016 ist Neumayr Vorsitzender des Appeals Tribunal in Employment Matters der IACA (International Anti-Corruption Academy) und Mitglied des Appeals Tribunal in Employment Matters der ICMPD (International Centre for Migration Policy Development).
Seit 2019 ist Neumayr gewähltes Mitglied des Council des European Law Institute (ELI).

### Sonstiges Engagement
Neumayr war von 2003 bis 2013 Mitglied der Bundesschiedskommission und von 2004 bis 2009 Mitglied des Umweltsenats. Seit 2014 ist er Vorsitzender der Disziplinarkommission der Österreichischen Ärztekammer für Wien.
2017 erfolgte die Bestellung zum Vorsitzenden der Schlichtungskommission gemäß § 13a Abs. 2 UG 2002 durch den Bundesminister für Wissenschaft, Forschung und Wirtschaft (bis 2022), 2018 erfolgte die Bestellung zum Mitglied des Prüfungssenats für die Prokuraturprüfung (§ 14 Abs. 7 Finanzprokuraturgesetz) durch den Bundesminister für Finanzen (bis 2023).
2020 wurde Neumayr zum Stellvertreter des Sprechers des Beirats der COVID-19 Finanzierungsagentur des Bundes GmbH (COFAG) gewählt.
Neumayr ist gemeinsam mit Georg Kodek Herausgeber der Zak – Zivilrecht aktuell, einer juristischen Fachzeitschrift, die seit Januar 2005 im Verlag LexisNexis ARD ORAC GmbH & Co KG erscheint. Er ist außerdem Mitherausgeber der Zeitschriften iFamZ (Interdisziplinäre Zeitschrift für Familienrecht) und Spektrum der Rechtswissenschaft sowie Redaktionsmitglied weiterer Zeitschriften (RdM – Recht der Medizin, ÖZPR – Österreichische Zeitschrift für Pflegerecht).
Gemeinsam mit Gert-Peter Reissner ist Neumayr Herausgeber des „Zeller Kommentars“, des „Zeller Handbuchs Arbeitsvertrags-Klauseln“, und des „Zeller Handbuchs Betriebsvereinbarungen“, benannt nach der Arbeits- und Sozialrechtlichen Tagung der Österreichischen Gesellschaft für Arbeitsrecht und Sozialrecht, die seit 1966 jährlich in Zell am See stattfindet.
Neumayr ist Autor zahlreicher Veröffentlichungen und Vortragender auf juristischen Veranstaltungen zum Schuldrecht, Gesellschaftsrecht, Familienrecht, Medizinrecht, Arbeitsrecht, Sozialversicherungsrecht, Zivilverfahrens- und Exekutionsrecht, Sportrecht, Unionsrecht sowie zum Recht der neuen Medien. Er arbeitet an fünf der sechs ABGB-Kommentare mit.

### Mitgliedschaften
Neumayr ist unter anderem Mitglied der Internationalen und Österreichischen Gesellschaft für Arbeitsrecht und Sozialrecht; der Wissenschaftlichen Vereinigung für Internationales Verfahrensrecht e.V., der Wissenschaftlichen Vereinigung für Familienrecht e.V., Bonn; beim Österreichischen Juristentag, der Oberösterreichischen Juristischen Gesellschaft, der Salzburger Juristischen Gesellschaft, Ehrenmitglied von jus alumni – Absolventenclub der Juridischen Fakultät der Universität Wien sowie Mitglied von Arbeitsgruppen zur Reform der Unterhaltssicherung, des Kindesunterhaltsrechts, des Internationalen Personen- und Familienrechts, des Schadenersatzrechts und der Invaliditätspension.
Neumayr ist stellvertretender Obmann des Vereins „Zentrum Zeitgenössischer Musik“, der das Kunsthaus NEXUS betreibt und das jährliche Internationale Jazzfestival Saalfelden programmiert.

### Privatleben
Matthias Neumayr ist seit 1985 mit seiner Frau Anna verheiratet. Er hat zwei Töchter und einen Sohn.

## Auszeichnungen
- 2023: Großes Goldenes Ehrenzeichen für Verdienste um die Republik Österreich
- 2013: Großes Silbernes Ehrenzeichen für Verdienste um die Republik Österreich
- 2010: MANZ-Autorenpreis für die beste Produktinnovation Markenfamilie (Zeller Kommentar zum Arbeitsrecht/Zeller Handbuch Arbeitsvertragsklauseln, gemeinsam mit Gert-Peter Reissner)[19]
- 2016: MANZ-Autorenpreis für die beste Produktinnovation Kommentar (Gmundner Kommentar zum Gesundheitsrecht, gemeinsam mit Reinhard Resch und Felix Wallner)[20][21]
- 1999: Ehrenzeichen in Silber der Stadtgemeinde Saalfelden am Steinernen Meer

## Publikationen (Auswahl)
- Matthias Neumayr, Gert-Peter Reissner (Hrsg.): Zeller Kommentar zum Arbeitsrecht, MANZ Verlag Wien, 2018, ISBN 978-3-214-03821-2.
- Matthias Neumayr, Gert-Peter Reissner (Hrsg.): Zeller Handbuch Arbeitsvertrags-Klauseln, MANZ Verlag Wien, 2010, ISBN 978-3-214-00801-7.
- Matthias Neumayr, Gert-Peter Reissner (Hrsg.): Zeller Handbuch Betriebsvereinbarungen, MANZ Verlag Wien, 2014, ISBN 978-3-214-04372-8.
- Matthias Neumayr, Reinhard Resch, Felix Wallner (Hrsg.): Gmundner Kommentar zum Gesundheitsrecht, MANZ Verlag Wien, 2016, ISBN 978-3-214-03913-4.
- Matthias Neumayr; Bettina Nunner-Krautgasser: Exekutionsrecht, MANZ Verlag Wien, 2018, ISBN 978-3-214-08441-7.
- Matthias Neumayr: Zivilprozessrecht Erkenntnisverfahren 1-3, LexisNexis ARD ORAC, 2017, ISBN 978-3-7007-6748-0, ISBN 978-3-7007-6747-3, ISBN 978-3-7007-6742-8.
- Christian Huber; Matthias Neumayr; Wolfgang Reisinger: Festschrift Karl-Heinz Danzl, MANZ Verlag Wien, 2017, ISBN 978-3-214-03302-6.
- Astrid Deixler-Hübner; Matthias Neumayr: Musterakt Zivilverfahren, LexisNexis ARD ORAC, 2017, ISBN 978-3-7007-6741-1.
- Marco Nademleinsky; Matthias Neumayr: Internationales Familienrecht, Facultas, 2017, ISBN 978-3-7089-1573-9.
- Brigitte Schenk, Elisabeth Lovrek, Gottfried Musger, Matthias Neumayr (Hrsg.): Festschrift für Irmgard Griss. Jan Sramek Verlag, 2011, ISBN 978-3-902638-38-0.